# Lojas Americanas
Lojas Americanas S.A. ist ein brasilianisches Einzelhandelsunternehmen, das auch im E-Commerce tätig ist. Das Unternehmen verfügt über mehr als 1.000 Verkaufsstellen in ganz Brasilien und besitzt mehrere Verteilzentren. Das Unternehmen setzte im Jahr 2010 Waren im Wert von 9,4 Milliarden Brasilianische Real um, 2018 lag der Umsatz bei 17,69 Milliarden Real.

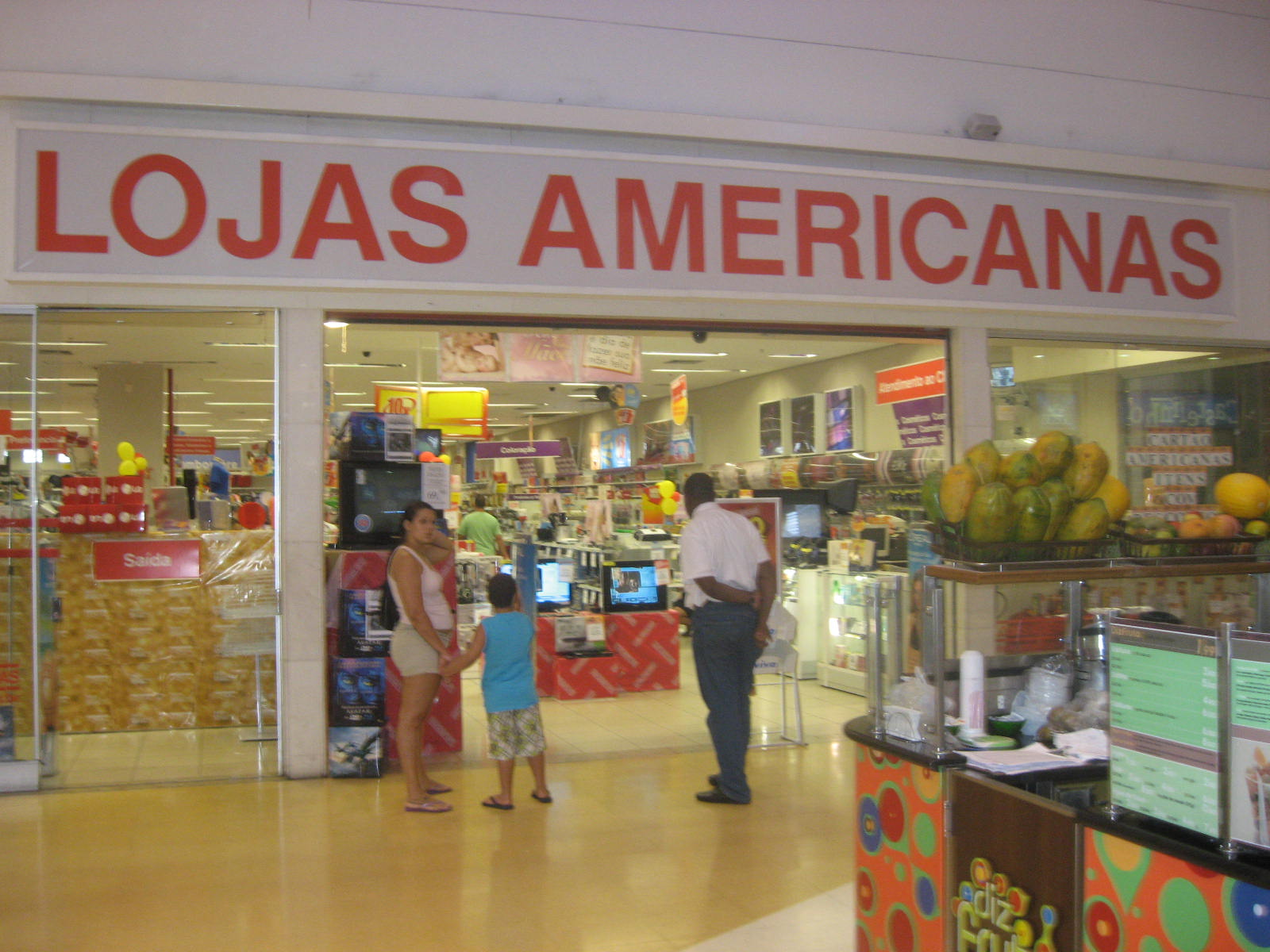
Lojas-Americanas-Filiale in São João de Meriti

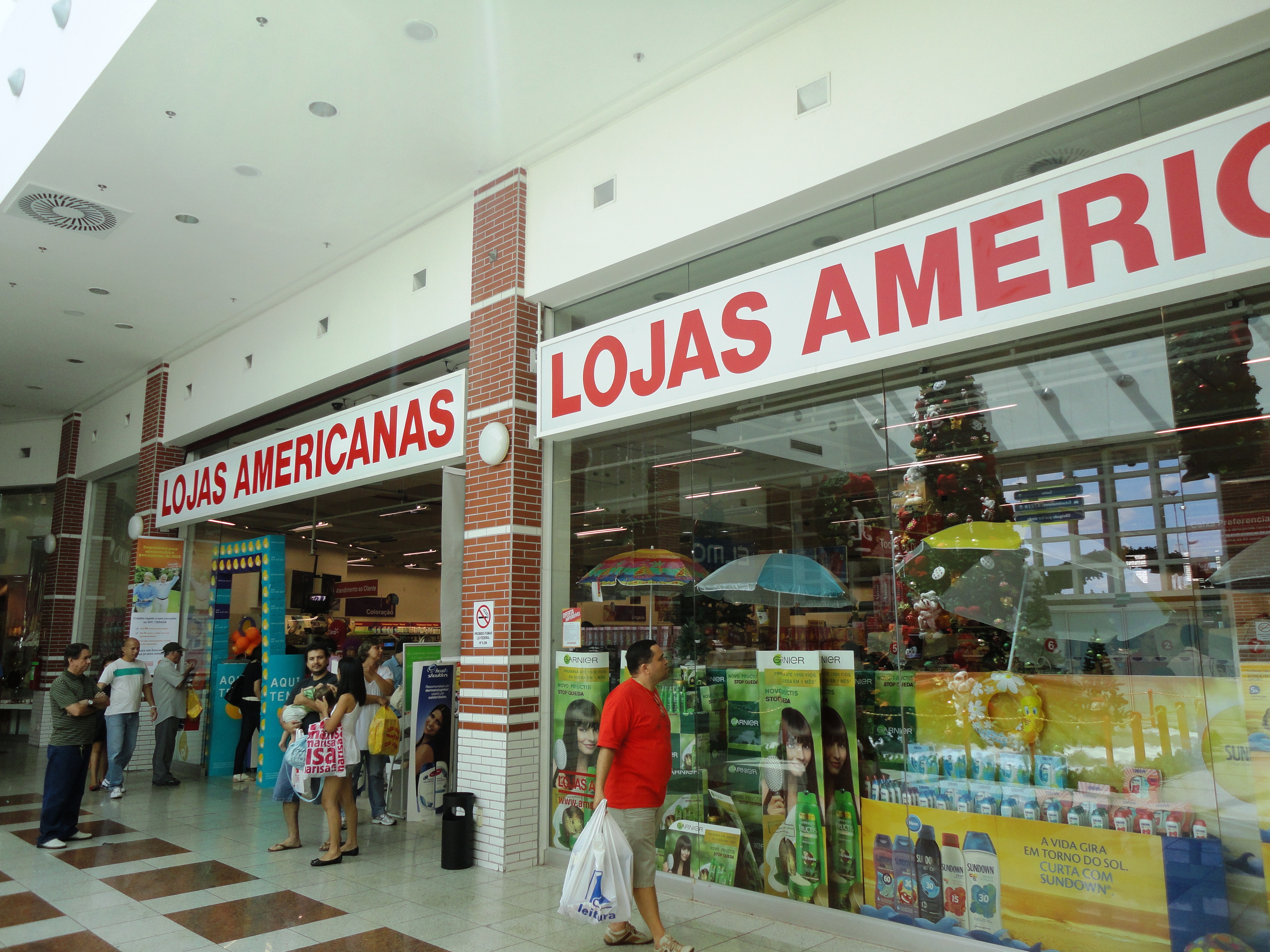
Lojas-Americanas-Filiale in Ipatinga

## Geschichte
Das Unternehmen wurde nach eigenen Angaben 1929 von den Amerikanern John Lee, Glen Matson, James Marshall und Batson Borger gegründet, die die Vereinigten Staaten in Richtung Buenos Aires verlassen hatten, um ein Geschäft im Niedrigpreissegment zu eröffnen, nach einem Muster, das bereits in den USA und Europa zu Beginn des 20. Jahrhunderts erfolgreich war. Auf der Überfahrt trafen sie den Österreicher Max Landesmann, der auch zu den Gründern des Unternehmens gehören sollte. Während des Besuchs in Rio de Janeiro erkannten die Amerikaner, dass es viele zivile und militärische Angestellte mit zwar regelmäßigem, aber bescheidenem Einkommen gab. Die meisten bestehenden Geschäfte waren teuer und spezialisiert, sodass ein Kunde gezwungen war, seinen Bedarf in verschiedenen Geschäften zu decken. Die Gründer wollten eine breitere Palette von Produkten zu erschwinglichen Preisen anbieten.
So eröffnete im Jahr 1929 das erste Geschäft in Niterói mit dem Slogan: „Nichts ist teurer als 2000 Réis.“ Am Ende des ersten Jahres gab es bereits vier Filialen: drei in Rio de Janeiro und eine in Sao Paulo.
Im Jahr 1940 ging Lojas Americanas an die brasilianische Börse. Im Jahr 1982 wurde die Gesellschaft von der Banco Garantia übernommen. 1994 wurde Wal-Mart Brasil S.A. gegründet, ein Joint Venture zwischen Lojas Americanas S.A. (mit einem Anteil von 40 %) und der amerikanischen Einzelhandelskette Walmart (mit einem Anteil von 60 %). 1997 entschied die Gesellschaft, 40 % der Anteile an Lojas Americanas S.A. an Walmart Inc. zu verkaufen. 1998 wurde beschlossen, die 23 Lebensmittelsupermärkte zu verkaufen und sich auf das Kerngeschäft Discounter sowie Technologie und Logistik zu konzentrieren. 1999 wurden die Immobilienaktivitäten und die Beteiligung an São Carlos Empreendimentos ausgegliedert. Im selben Jahr wurde Americanas.com gegründet. Im Jahr 2000 wurde das Grundkapital von Americanas.com durch Ausgabe neuer Aktien im Wert von 40 Millionen US-Dollar erhöht. Im Jahr 2003 wurde die Erweiterung mit der Eröffnung von 16 neuen Filialen vorangetrieben und Americanas Express, ein Konzept mit kleineren Läden, gegründet. Im Januar 2007 erwarb das Unternehmen BWU, Eigentümer der Blockbuster-Marke in Brasilien. Dadurch wurden der Kette 127 Filialen hinzugefügt. 2009 wurde das Programm Semper Mais Brasil gestartet, das die Eröffnung von 400 neuen Filialen bis zum Jahr 2013 vorsah und die Anzahl der Filialen verdoppelte. In den Folgejahren wurde die Anzahl der Filialen kontinuierlich gesteigert.

## Weiteres
Im Jahr 2013 wurde das Unternehmen verurteilt, Entschädigungen an Arbeiter zu zahlen, die in sklavenähnlichen Arbeitsverhältnissen beschäftigt wurden. Nach Angaben der Staatsanwaltschaft verpflichtete sich Lojas Americanas auch, die Arbeitsbedingungen der anderen Lieferanten zu überprüfen.